# Vol. 3: (The Subliminal Verses)
Albums de Slipknot
Iowa
(2001) 9.0: Live
(2005)
Singles
1. Duality
Sortie : 4 mai 2004
2. Vermilion
Sortie : 5 octobre 2004
3. Vermilion Pt. 2
Sortie : 5 octobre 2004
4. Before I Forget
Sortie : 8 mars 2005
5. The Nameless
Sortie : 1er octobre 2005
6. The Blister Exists
Sortie : 24 janvier 2006

Vol. 3: The Subliminal Verses est le troisième album studio du groupe de Nu metal américain Slipknot. L'album est commercialisé le 25 mai 2004 et distribué par le label Roadrunner Records, en plus d'une édition spéciale composée d'un disque bonus commercialisé le 12 avril 2005. Il s'agit du seul album du groupe produit par Rick Rubin, et également le seul à ne pas avoir d'insultes. À la suite de la tournée promotionnelle du groupe pour leur second album en 2002, des rumeurs concernant leur avenir sont lancées. Quelques membres du groupe s'impliquent déjà dans des projets musicaux parallèles tels que Murderdolls, To My Surprise, sans compter la reformation de Stone Sour. En 2003, Slipknot entre aux studios The Mansion pour l'enregistrement de leur nouvel album. À ce moment, le groupe n'a aucune inspiration ; le chanteur Corey Taylor est alcoolodépendant. Néanmoins, ils parviennent à écrire suffisamment de chansons pour en faire un nouvel album — le groupe incorpore des morceaux de guitares solo et acoustiques, et des structures plus mélodiques et traditionnelles.
L'album est généralement bien accueilli par la presse spécialisée. Slipknot est félicité par AllMusic pour l'intérêt du groupe porté à cet album, tandis que Q qualifie l'album de « triomphe ». L'album atteint une dizaine de top 10 des meilleures ventes dans onze pays et est certifié disque de platine aux États-Unis. Le groupe est également récompensé du Grammy Award dans la catégorie de meilleure performance metal pour sa chanson Before I Forget. Fin 2009, Before I Forget est listé dans le « Top des chansons metal d'AOL. » Roadrunner Records liste le clip vidéo de la chanson Duality comme la meilleure vidéo réalisée dans toute l'histoire de Roadrunner

## Production
Slipknot se lance dans l'enregistrement de Vol. 3 The Subliminal Verses aux côtés du producteur Rick Rubin aux studios The Mansion de Los Angeles, Californie, en 2003. Avant cela, quelques rumeurs circulent à propos d'un éventuel troisième album et des questions se posent sur l'avenir du groupe, car certains membres se concentrent à cette époque sur d'autres projets musicaux. Une fois l'album terminé, le groupe explique que ces projets parallèles ont « sauvé le groupe » et aidé les membres à « se libérer du stress dans lequel ils étaient. » De retour, ils se lancent dans l'écriture de leur nouvel album. Dans une entrevue menée en 2008, le batteur Joey Jordison explique : « on ne s'est pas parlé pendant trois mois, on était juste assis là à claquer notre thune dans ce putain de taudis Houdini. » Le percussionniste Shawn Crahan explique ; « à la fin, on en avait plein le cul d'attendre que quelque chose se passe. On s'est réunis, on s'est tapé quelques bières, et on a écrit une chanson pourrie appelée Happy Ending. »
Dans une entrevue en 2003, Jordison explique que, malgré ces désagréments, de nombreuses chansons ont été écrites pour l'album et que « c'était mieux d'écrire que de rester son cul assis à rien faire. » Les membres se partagent quant à leur relation aux côtés du producteur Rubin ; certains d'entre eux doutent de son engagement avec Slipknot du fait qu'il fréquente déjà d'autres groupes. Le chanteur Corey Taylor admet dans une entrevue avoir énormément bu lorsqu'ils étaient au manoir : « je buvais jusqu'à en tomber dans les vaps. » Il explique que ; « tout ce que je faisais quand je buvais ressemblait à de la merde. » Pendant cette période, le percussionniste Crahan travaille sur Voliminal: Inside the Nine, un documentaire sur la création de l'album et sur la tournée qui devrait suivre.
Dans une entrevue en 2008, Corey Taylor explique avoir rencontré Rubin que quatre fois pendant toute la durée de l'enregistrement de Vol. 3 The Subliminal Verses, et que ce dernier était à peine présent en studio : « ...on s'est fait racketté un tas de thune. Et pour moi, tu veux produire quelque chose, mais tu te fous de nous. Je me fous de savoir qui tu es. » Il ajoute « sa réputation est surfaite, il est surpayé, et je ne veux plus bosser avec lui. » Le guitariste de Slipknot Jim Root explique dans la même entrevue que : « beaucoup de nos gars dans le groupe disaient que Rick n'était jamais disponible. Et ouais, il s'investissait dans trop de trucs à la fois, mais il nous donnait de l'avantage. Il aurait écouté ce qu'on faisait, puis nous ferait enregistrer de nouveau ce qu'il fallait. Il est comme un grand frère. Même s'il n'était pas physiquement présent, il était là. C'est le meilleur album que nous avons jamais créé. »
La couverture de l'album présente le maggot mask créé par Shawn Crahan. Le nom du masque s'inspire du nom que le groupe attribue aux fans. Le masque est fabriqué à base de morceaux de cuir cousus entre eux, avec une fermeture éclair localisée sur la bouche, et quelques exemplaires en sont commercialisés comme produits dérivés. Le masque apparaît dans le clip vidéo du second single de l'album, Vermilion.

## Promotion
Avant la sortie de l'album, le groupe fait paraître le titre Pulse of the Maggots dans son intégralité sur le site officiel de SK Radio en téléchargement gratuit le 30 mai 2004. Cela marque également le début de la tournée The Subliminal Verses World Tour avec une première apparition au Jägermeister Music Tour. Le 4 mai 2004, Duality devient le premier single officiel de l'album. Vol. 3: (The Subliminal Verses) est finalement commercialisé le 25 mai 2004 ; en parallèle à la sortie de l'album, Duality paraît sous format vinyle 45 tours rouge (édition spéciale). Hormis l'édition normale de l'album, Roadrunner Records fait également paraître un CD en version limitée permettant la connexion au site web de Slipknot afin d'obtenir des chansons promotionnelles, mais le lien permettant la connexion cesse de fonctionner depuis 2009. Les autres singles de l'album incluent Vermilion, Before I Forget et The Blister Exists,,. Le 12 avril 2005, une édition spéciale de l'album, contenant un disque bonus, est commercialisé.

## Accueil
L'accueil de Vol. 3: (The Subliminal Verses) est généralement positif. Il est accueilli d'une moyenne de 70 % sur Metacritic, basée sur 12 critiques. Johnny Loftus du site AllMusic ne le considère « pas seulement comme un autre album de alt-metal billboard », et félicite l'implication du groupe. Todd Burns de Stylus explique que les individus qualifiant le groupe comme « mou » « confondent le mot mou avec celui de grandi. » Burns décrit l'album comme « le meilleur dans la catégorie metal orienté pop depuis Toxicity de System of a Down. » Sean Richardson de Entertainment Weekly attribue à l'album une note de A− aexplique qu'il s'agit d'une « mise à niveau dérangée » du « chef-d'œuvre » Reign in Blood de Slayer, également produit par Rubin. Q félicite Vol. 3: (The Subliminal Verses) et le qualifie de « triomphe ». John Robb de PlayLouder complimente l'évolution inattendue de Slipknot en « l'un des meilleurs groupes au monde. » Robb ajoute que l'album est meilleur que Iowa, citant ses « textures divergentes. » Rolling Stone attribue à l'album une note de 3 sur 5.

## Liste des titres
| 1.    | Prelude 3.0          | 3:57 |
| 2.    | The Blister Exists   | 5:19 |
| 3.    | Three Nil            | 4:48 |
| 4.    | Duality              | 4:12 |
| 5.    | Opium of the People  | 3:12 |
| 6.    | Circle               | 4:23 |
| 7.    | Welcome              | 3:15 |
| 8.    | Vermilion            | 5:16 |
| 9.    | Pulse of the Maggots | 4:19 |
| 10.   | Before I Forget      | 4:38 |
| 11.   | Vermilion Pt. 2      | 3:44 |
| 12.   | The Nameless         | 4:28 |
| 13.   | The Virus of Life    | 5:25 |
| 14.   | Danger – Keep Away   | 3:13 |
| 60:09 |                      |      |

| 15. | Scream | 4:31 |

| 1. | Don't Get Close                          | 3:47 |
| 2. | Scream                                   | 4:31 |
| 3. | Vermilion (Terry Date mix)               | 5:25 |
| 4. | Danger – Keep Away (Full-Length Version) | 7:55 |
| 5. | The Blister Exists (Live)                | 5:21 |
| 6. | Three Nil (Live)                         | 4:57 |
| 7. | Disasterpiece (Live)                     | 5:25 |
| 8. | People = Shit (Live)                     | 3:54 |

| 1. | Don't Get Close                          | 3:47 |
| 2. | Scream                                   | 4:31 |
| 3. | Vermilion (Terry Date mix)               | 5:25 |
| 4. | Danger – Keep Away (Full-Length Version) | 7:55 |
| 5. | Disasterpiece (Live)                     | 5:25 |
| 6. | New Abortion (Live)                      | 4:01 |
| 7. | People = Shit (Live)                     | 3:54 |

## Classements
| Classement (2004)                             | Meilleure position |
| --------------------------------------------- | ------------------ |
| GfK Entertainment                             | 2                  |
| ARIA Charts                                   | 2                  |
| Ö3 Austria Top 40                             | 5                  |
| Ultratop 50 Singles (Belgique néerlandophone) | 6                  |
| Ultratop 50 Singles (Belgique francophone)    | 12                 |
| Canadian Albums Chart                         | 2                  |
| Tracklisten                                   | 7                  |
| US Billboard 200                              | 2                  |
| Suomen virallinen lista                       | 2                  |
| SNEP                                          | 6                  |
| Irish Albums Chart                            | 5                  |
| Federazione Industria Musicale Italiana       | 14                 |
| New Zealand Albums Chart                      | 3                  |
| VG-lista                                      | 15                 |
| MegaCharts                                    | 14                 |
| Związek Producentów Audio Video               | 24                 |
| Associação Fonográfica Portuguesa             | 13                 |
| UK Albums Chart                               | 5                  |
| UK Rock and Metal Chart                       | 1                  |
| Sverigetopplistan                             | 2                  |
| Schweizer Hitparade                           | 8                  |

## Certifications
| Organisme     | Certification | Ventes  |
| ------------- | ------------- | ------- |
| BVMI          | Or            | 100000  |
| ARIA          | Platine       | 70000   |
| CRIA          | Platine       | 100000  |
| IFPI Danemark | Platine       | 20000   |
| RIAA          | Platine       | 1000000 |
| RIAJ          | Or            | 100000  |
| IFPI Norvège  | Or            | 10000   |
| RMNZ          | Or            | 7500    |
| ZPAV          | Or            | 10000   |
| BPI           | Platine       | 300000  |

## Musiciens
- (#8) Corey Taylor – chants
- (#7) Mick Thomson – guitare
- (#6) Shawn "Clown" Crahan – percussions, chœurs
- (#5) Craig Jones – samples, clavier
- (#4) Jim Root – guitare
- (#3) Chris Fehn – percussions, chœurs
- (#2) Paul Gray – basse, chœurs
- (#1) Joey Jordison – batterie
- (#0) Sid Wilson – platines